# Morning Glory (1933)
Morning Glory (bra: Manhã de Glória; prt: Glória de um Dia) é um filme estadunidense de 1933, do gênero drama romântico, dirigido por Lowell Sherman, com roteiro de Howard J. Green baseado na peça teatral Morning Glory, de Zoe Akins.

## Sinopse
Eva Lovelace é uma garota simples do interior da Nova Inglaterra, mas também uma jovem com bastante garra e ambição a fim de realizar seu sonho: tornar-se uma atriz de teatro bem-sucedida. No entanto, sua beleza faz com que não levem seu verdadeiro talento a sério, e por isso Eva precisa lutar mais que nunca por seu sonho, para que tudo não dure apenas uma única manhã de glória.

## Elenco
- Katharine Hepburn ...  Eva Lovelace

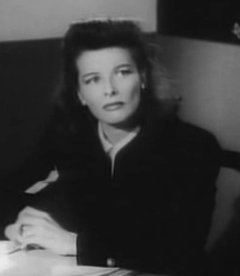
Katharine Hepburn, Oscar de melhor atriz

- Douglas Fairbanks Jr. ...  Joseph Sheridan
- Adolphe Menjou ...  Louis (Lewis) Easton
- Mary Ducan ... Rita Vernon
- C. Aubrey Smith ...  Robert Harley 'Bob' Hedges
- Don Alvarado ...  Pepi Velez
- Fred Santley ...  Will Seymour
- Richard Carle ...  Henry Lawrence
- Tyler Brooke ...  Charley Van Duesen
- Geneva Mitchell ...  Gwendoline Hall
- Helen Ware ...  Nellie Navarre

## Prêmios e indicações
| Lista de prêmios e indicações | Lista de prêmios e indicações | Lista de prêmios e indicações | Lista de prêmios e indicações |
| Premiação                     | Categoria                     | Recipiente                    | Resultado                     |
| ----------------------------- | ----------------------------- | ----------------------------- | ----------------------------- |
| Oscar 1934                    | Melhor atriz                  | Katharine Hepburn             | Venceu                        |